# Bethlehemsvergadering
De Bethlehemsvergadering is een hofje, plaatselijk heeft het woord vergadering de betekenis van een klein en particulier hofje, aan de Buiten Nieuwstraat 62 in de Nederlandse stad Kampen. Het hofje werd gesticht om zes weduwen in te huisvesten. Het complex is sinds 1975 eigendom van de Vereniging Hendrick de Keyser.

## Geschiedenis
Het hofje is in 1631 gesticht voor zes weduwen. Zij vonden kosteloos onderdak in het hofje. Voor de bouw van het hofje is er zeer waarschijnlijk een ouder woonhuis gesloopt. De bouwmuren van het oudere pand zijn gedeeltelijk hergebruikt, de onbenutte delen staan nog wel. Het gebouw aan de Buiten Nieuwstraat is gebouwd als een dwarshuis.
In 1975 werd de vereniging Hendrick de Keyser eigenaar. 1979 werd het hofje gerestaureerd door de vereniging. 

## Exterieur
Aan de straatzijde bestaat het hofje uit slechts een pand met een Vlaamse gevel van een bouwlaag hoog met daarboven een zadeldak. De nok van het pand loopt evenwijdig aan de straat en staat dus dwars op het pand. Boven de ingang is een klein topgeveltje geplaatst. In de gevel een aantal natuurstenen sierdelen waaronder twee voluten en twee gevelstenen. De muurankers zijn afkomstig uit de voorgaande Bethlehemsvergadering en stammen uit het oprichtingsjaar.
Een van de gevelstenen toont de aanbidding van de herders, onder deze gevelsteen een tweede met de tekst: in Bethlehem 1631. Aan de achterzijde van het hofje bevindt zich nog een gevelsteen met daarin een kerstvoorstelling.

## Interieur
Het voorgebouw is verdeeld in vier woningen en het achtergebouw bestond uit twee woningen, dit deel bestaat niet meer. Tussen de twee gebouwen is een binnentuin geplaatst. Hoewel het hofje officieel aan de Buiten Nieuwstraat gelegen is, kwamen de twee woningen in het achtergebouw uit op de Buiten Hofstraat.
De indeling van het voorgebouw is nog gedeeltelijk bewaard gebleven. In het middel loopt een gang met aan weerszijden twee kamers. Elke kamer had een bedstee en kookplaats. In de binnentuin stonden een pomp en een privaat.

## Foto's

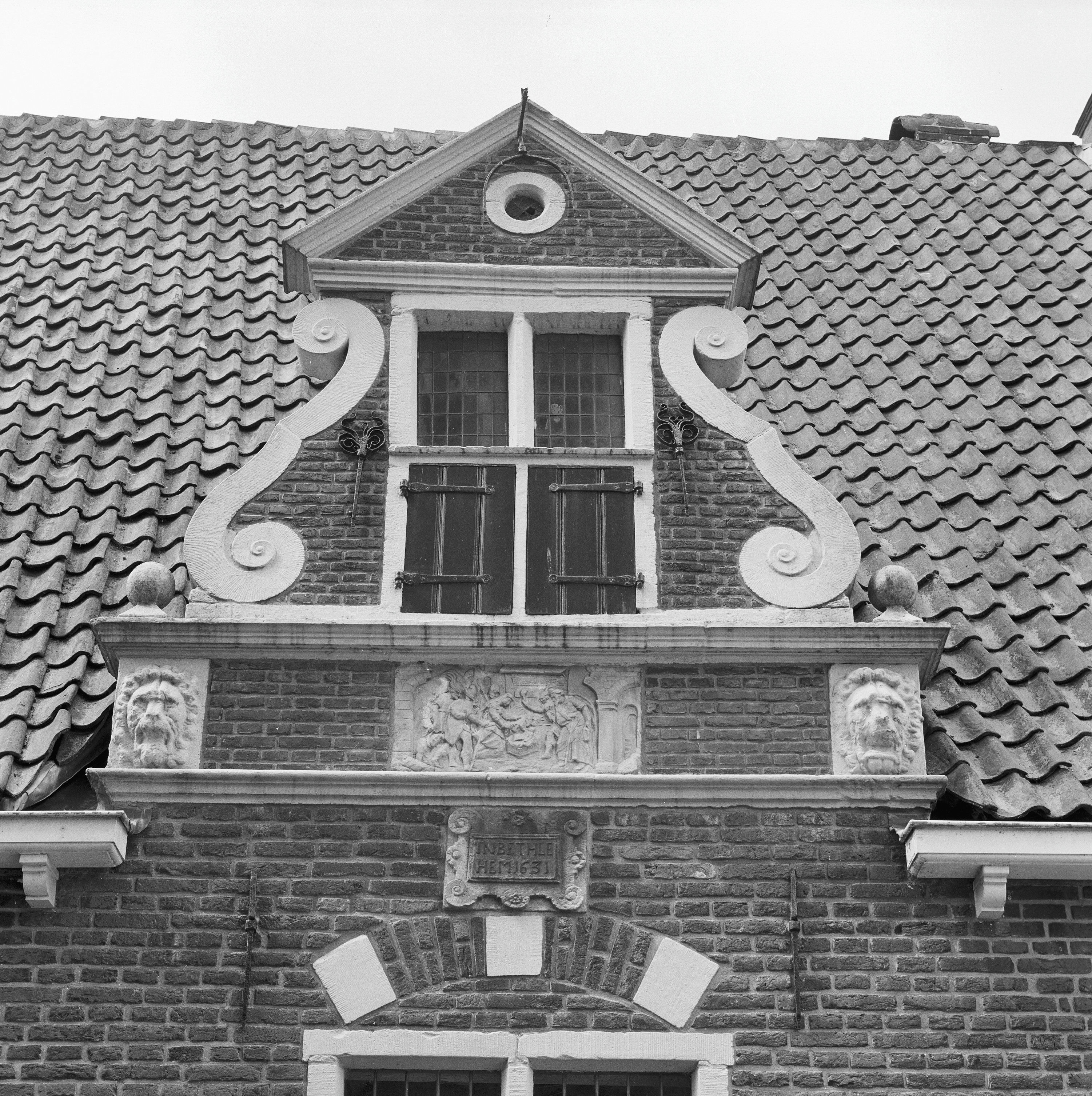
Detail van de voorgevel met daarin het topgeveltje en twee gevelstenen
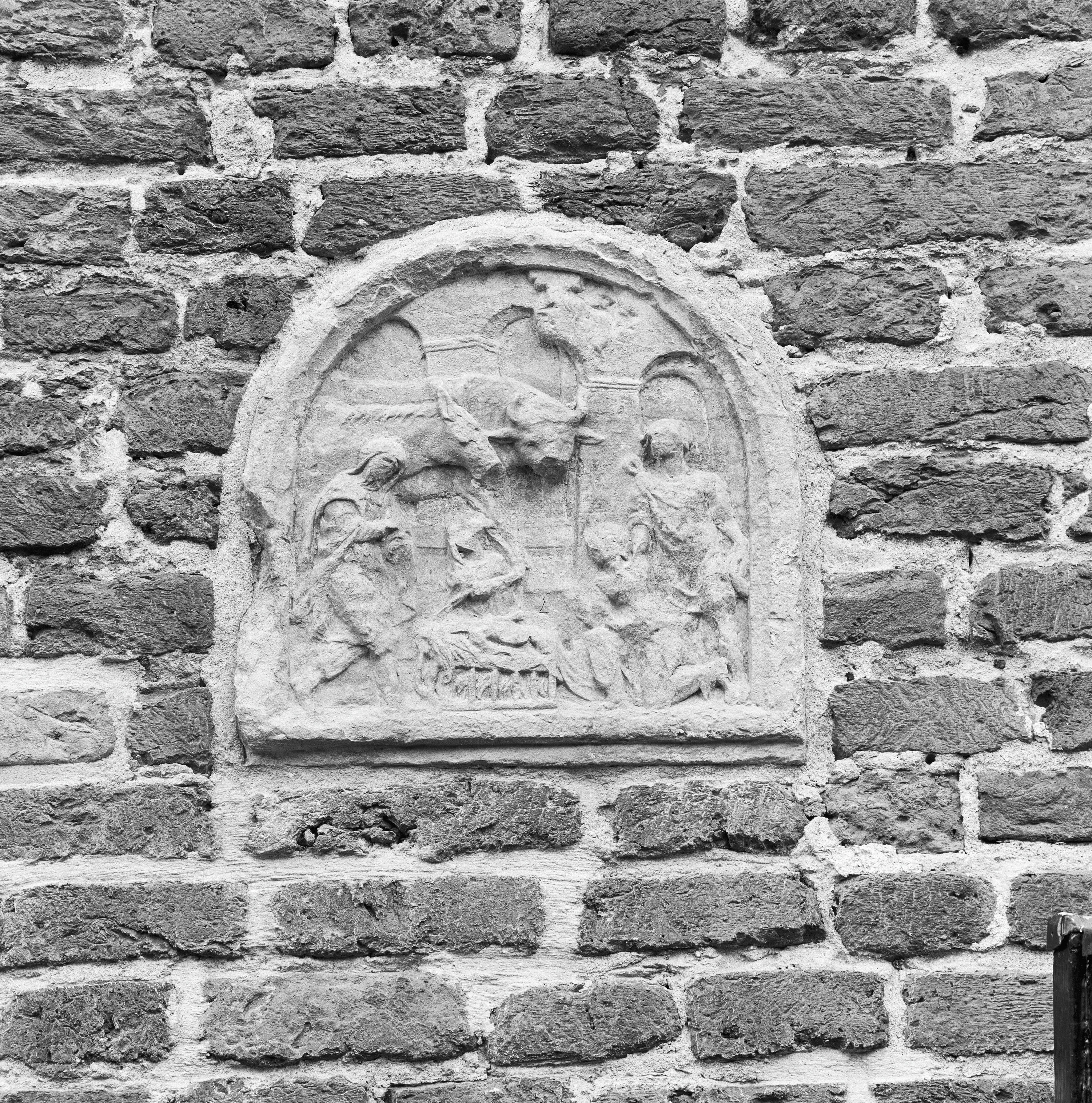
Gevelsteen aan de achterzijde